# Torre (Abadín)
Torre (en gallego y oficialmente, A Torre) es un lugar de la parroquia de Abadín, municipio de Abadín, comarca de Tierra Llana, provincia de Lugo, Galicia, España.

## La aldea
Torre se sitúa sobre un cerro al oeste de Abadín. 

### Lugares de interés
- Iglesia de Santa María: Es la iglesia parroquial de Abadín que se sitúa en esta aldea. Es de estilo románico, del siglo XIII. Pero su capilla data del siglo XVII. El edificio se sitúa en la zona más elevada del núcleo, donde se observa un gran paisaje.

- Cruceiro: Está hecho completamente de granito. Es una cruz florenzada con la figura de cristo y en el capitel del crucero, imágenes de ángeles.

- Camino de Santiago de la Costa: El camino pasa al lado norte de la localidad.